# 1. Operativni odred specijalnih snaga–Delta
1. Operativni odred specijalnih snaga–Delta (engl. 1st Special Forces Operational Detachment–Delta, skraćeno 1st SFOD-D), popularno poznata kao Delta Force je sastavni deo američke vojske za Zapovedništvo združenih specijalnih operacija (Joint Special Operations Command, JSOC). Ministarstvo obrane SAD-a i Pentagon su pre jedinicu zvali Grupa za borbene primene (Combat Applications Group, CAG). Iako je 1. OOSS-D administrativno zastupan pod USASOC-om, JSOC upravlja njime. Delta Force i njen morski sused, Mornarska specijalna ratna razvojna grupa (DEVGRU), su glavne vojne protivterorističke postrojbe SAD-a.
Primarni zadaci Delta Force-a su antiterorizam, direktna akcija, operacije nacionalne intervencije, premda je to ekstremno prilagodljiva grupa sposobna sprovoditi mnoge vrste tajnih misija kao što su spašavanje taoca i racije/prepadi.
Trenutno sedište jedinice je u Ft. Braggu, NC.

## Istorija
je osnovan nakon mnogih, dobro terorističkih incidenata u '70-ima. Ti su incidenti doveli vladu SAD-a da osnuje protivterorističku jedinicu koja će raditi i biti spremna celo vreme.
Ključne vojne i vladine figure već su bile upoznate s ovakvom vrstom jedinice u ranim '60-ima.Čarls Alvin Bekvit, član američkih Specijalnih snaga (poznatih kao "Zelene beretke") i veteran rata u Vijetnamu, služio je kao rezervni časnik u Specijalnoj zračnoj službi (Special Air Service, SAS) britanske vojske u 22. SAS pukovniji tijekom gerilskog rata između Commonwealtha i malajske narodne oslobodilačke armije. Prilikom povratka, Bekvit je prezentirao detaljni izvještaj ističući ranjivost američke kopnene vojske zbog neimanja jedinica tipa SAS-a. Specijalne snage američke vojske su se tijekom tog perioda usmjeravale nekonvencionalnom ratovanju, ali Bekvit je prepoznao potrebu "ne samo za učitelje, već i izvršitelje". Zamislio je posebno prilagodljive i potpuno autonomne male timove sa širokim spektrom posebnih vještina za direktnu akciju i protuterorističke misije. Obavestio je vojne i vladine ličnosti koje su odbijale stvaranje nove jedinice izvan Specijalnih snaga ili menjanje postojećih metoda.
Konačno, sredinom '70-ih, kako je pretnja terorizma rasla, visoko zapovjedništvo Pentagona je dopustilo Bekvitu da osnova postrojbu. Bekvit je procenio da bi bilo potrebno 24 mjeseca da bi se tu novu jedinicu moglo osposobiti za misiju. Bekvitova procjena rezultirala je od razgovora kojeg je imao prije s brigadirom Johanom Vatsom dok je ažurirao svoje SAS iskustvo u Engleskoj 1976. Vats je objasnio Bekvitu da bi kreiranje vojnog eskadrona zauzelo 18 mjeseci, ali ga je savjetovao da kaže vodstvu američke vojske da je potrebno dvije godine, te da ga nitko ne smije "(od)govoriti o tome". Da bi se opravdalo zašto je potrebno dvije godine da se izgradi Delta, Bekviti njegovo osoblje izradili su ono što bi se moglo nazvati "Robert Redford papir". U tome je Delta navela svoje potrepštine i istorijske presedane za četvero-faznu selekciju/postupak procenjivanja.
U međuvremenu, pukovnik Bob "Crne rukavice" Mountel od 5. grupe Specijalnih snaga je bio zadužen sa stvaranjem jedinice koja bi "mogla probiti kratkoročni jaz" koji je postojao dok je Delta bila spremna, zvana Plavo svjetlo (Blue Light).
4. novembra 1979, ubrzo nakon što je Delta kreirana, 53 američkih diplomata i građana je držano kao taoce u američkom veleposlanstvu u Teheranu, Iranu. Jedinica je dodijeljena operaciji Orlova kandža i naređeno joj je da potajno uđe u državu i izbavi taoce iz veleposlanstva pomoću sile tokom noći 24. i 25. aprila 1980. Operacija je prekinuta zbog vazdušnih problema. Pregledna komisija je pregledala otkaz i pronašla je 23 problema kod operacije, neki od njih su ne obaveštavanje o vremenu, problemi s gorivom, mehanikom i upravljačkim kontrolama.
Nakon što je operacija propala, američka vlada shvatila je da treba napraviti više promena. 160. avijacijska pukovnija za specijalne operacije, poznata pod nadimkom Noćni vrebači (Night Stalkers), je stvorena za posebne misije koje zahtijevaju jaku potporu. Mornarica je stvorila Mornaričku specijalnu ratnu razvojnu grupu (Naval Special Warfare Development Group, NSWDG/DEVGRU), pre zvana kao SEAL tim 6 koja bi poslužila za pomorske operacije. Zapovedništvo za združene specijalne operacije je stvoreno za upravljanje raznih protivterorističkih jedinica u Oružanim snagama SAD-a.

## Organizacija i struktura
Jedinica je pod organizacijom Zapovedništva specijalnih operacija Vojske (USASOC), ali je kontroliše Zapovedništvo združenih specijalnih operacija (JSOC). Zapovednik jedino može biti pukovnik.
- stožer
- eskadron A
- eskadron B
- eskadron C – aktiviran 1990.
- eskadron D – aktiviran 2006. nakon što se pokazala potreba za većim brojem članova.
- eskadron G – Deltin AFO (advanced force operations) eskadron, takođe ima ženske vojnike kao operativne elemente.
- signalni eskadron
- borbeni potporni eskadron
- selekcija & trening

Svaki jurišni eskadron (A, B, C i D) podeljen je u trupe koje su podeljene u timove;
- trupa 1 (jurišna): A, B, C, D tim
- trupa 2 (jurišna): E, F, G, H tim
- trupa 3 (izvidna): I, J, K, L tim

Eskadron bi inače trebao imati 75 članova, ali Delti uvek nedostaje ljudstva, stoga jedan eskadron najčešće čini 60 do 70 operatora.
Na timu može biti 3 do 6 članova, što je, uz zapovednika i narednika vojnika, ukupno 25 u trupi.

### Selekcijski proces
Pre selekcije je probir koji traje otprilike par dana.
Selekcija, ili pod nadimkom "Duga šetnja", se održava dva puta godišnje, u proljeće i jesen, te traje 1 mesec. Provodi se u Camp Dawson-u, Zapadna Virdžinija.
U Hanevoj knjizi Unutar Delta Forcea detaljno je od početka opisan postupak odabira. Haney je napisao postupak selekcije počinje s uobičajenim testovima koji zahtevaju sklekove, čučnjeve, trčanje na 3.2 km, obrnuto puzanje i plivanje na 100 m u potpunoj odjeći. Kandidati su tada podvrgnuti nizu vežbi za kopnenu navigaciju unutar 29 km, s time da se nosi ranac od 18 kg. Težina ranca i udaljenost su povećani i vremenski standardi za zadatak su skraćeni svakim korakom. Posljednji fizički ispit je hodanje 64 km s ruksakom od 20 kg preko grubog terena, te se mora izvršiti u neodređenom iznosu vremena. Haney je napisao da je samo višem časniku i dočasniku zaduženim za selekciju dopušteno odrediti vremensko ograničenje, ali sva procjena, zadaci izbora i uvjeti su postavljeni od strane Deltinog kadra (časnik pukovnije sa stalnim zapovjednim sastavom). Mentalni dio ispitivanja se započinje s brojnim psihološkim testovima. Kandidati bi zatim stali ispred komisije Delta instruktora, psihologa jedinice, Delta zapovjednika od kojih bi ih svaki pitao puno pitanja i potom prekinuo svaki odgovor i manire ispitanika s namjerom da ga se umno iscrpi/izmori. Zapovjednik jedinice onda priđe kandidatu i reče mu je li odabran. Ako individualac uspije biti odabran za Deltu, prolazi kroz 6-mjesečni trening za operatora (Operator Training Course, OTC).
Delta prima i kandidate iz drugih grana, kao što su Marinci, Ratno vazduhoplovstvo i Mornarica.

## Delovanja

### Operacija Orlova kandža
prvi zadatak počeo je nakon noći kada su dovršili svoju operativnu procenu 4. novembra 1979. kada su iranski studenti upali u američku ambasadu u Tehranu. Delta je odmah dobila zadatak da spasi taoce i počela je trenirati u kompleksu kojeg su sagradili vojni borbeni inženjeri u vazdušnoj bazi Eglin u Floridi, te za kojeg predviđen da izgleda ili je sličan strukturi veleposlanstva u Tehranu. Po planu bi spasilačka snaga trebala biti ubačena pomoću C-130 Herculesa od Ratnog zrakoplovstva SAD-a tokom noći u udaljenu lokaciju u pustinji (Desert One) izvan Tehrana, zatim se sastati s grupom helikoptera RH-53 Sea Stallion (koji su doleteli s nosača aviona U.S.S. Nimitza koji se nalazi blizu Indijskog okeana) od Marinskog korpusa. Helikopteri bi potom bili dopunjeni gorivom kod Desert One. Helikopteri i spasilačka jedinica (Delta Force i Rendžeri) bi poletili kod skrivene tačke izvan Tehrana i ostali pritajeni do sledeće noći. Na veče spašavanja, Delta Force tim bi došao do ambasade, pretražio kompleks, izbavio zatočenike, te ih preveo preko ulice u fudbalski stadion gdje su se helikopteri smestili za izvlačenje. Sea Stallioni bi odveli taoce na obližnje uzletište kod aerodroma kojeg je Rendžerski vod napao i zauzeo. [[Lokid C-141 Starlifter|Lokhid C-141 Starlifteri]] bi poveli sa sobom cijelu spasilačku jedinicu i taoce, a helikopteri bi bili demolirani i ostavljeni.
Helikopteri su uzrokovali otkazivanje misije kod Desert One, kada ih je dosta bilo izgubljeno zbog peščanih oluja, umorom pilota i hidrauličkim kvarovima. Predsednik Karter je otkazao misiju. Dok je celi spasilački tim napuštao Desert One, jedan od helikoptera se sudario s C-130 i tokom nastale eksplozije i panike, helikopteri su bili napušteni, ostavljajući neodobrene planove misije u rukama Iranaca, eliminišući svaki mogući drugi tajni pokušaj spašavanja.

### Operacije u Srednjoj Americi
trupe su opsežno delovale Srednjoj Americi, boreći se protiv Nacionalne oslobodilačke fronte Farabundo Marti i asistirajući pobunjeničkim grupama Kontraši zajedno s Centralnom obaveštajnom agencijom (CIA).

### Operacija Hitan bes
Druga Deltina misija počela je u ranim jutarnjim satima prvog dana operacije Hitan bes, 25. oktobra 1983, gde im je plan bio napasti zatvor Ričmond Hil i spasiti političke zatvorenike. Pošto je građen od ostataka utvrde iz 18. veka, nije bilo moguće prići zatvoru pešice na tri strane osim kroz gusti deo džungle na strmoj planinskoj padini; četvrtoj strani se može prići pomoću uske staze s visokim stablima. Zatvor nije imao mesta za helikoptera koji bi sleteo s napadačkim snagama. Ričmond Hil takođe okružuje i jedna strana strme doline. Preko i iznad doline, na višem vrhu, se nalazi još jedna utvrda – Fort Frederic, koja služi kao granadsko skladište. Iz Fort Frederic-a, straža je lako kontrolisala padine i tlo od tesnaca dolje sa strelačkim oružjem i paljbom bunkera. To je bila dolina koju su helikopteri Delta Forcea preleteli pod pucnjavom granadskog punjenja u 06:30 sati tog jutra.
Helikopteri od Task Forcea 160 (danas preimenovana kao 160. avijacijska pukovnija za specijalne operacije) uleteli su u dolinu i okrenuli svoje noseve zatvoru. U nemogućnosti za sletanje, Delta borci počeli su se spuštati s užetom iz helikoptera. Iznenada, dok su se članovi tima počeli neobuzdano ljuljati na užetu, helikopteri su se našli u unakrsnoj paljbi od napred, dok su trupe iz zatvora pucale; i još razornije, od pozadi i s vrha. Prema objašnjenjima grenadskih svedoka, jedan je pilot helikoptera krenuo nazad bez dopuštenja i odbio je leteti za napad. Pritužbe kukavičluka za pilota 160. APSO-a su bile podignute od strane Delta Force članova koji su hteli da ih se spusti u borbenu zonu, ali su kasnije odbačene.

### 
29. jula 1984, let Aeropostal 252 iz Caracasa u otok Curaçao je otet. Dva dana kasnije, DC-9 su pretražili venecijanski komandosi, koji su usmrtili otmičare. Delta Force je pružao podršku.

### Operacija Okrugla boca
je isplanirala operaciju za tri timova za Bejrut u -{Libanonu]_ kako bi izbavili taoce iz zatočeništva Hezbollaha, ali je akcija ukinuta kada su se pregovori sveli na to da se obeća zamena oružja za taoce. Operacija je u konačnici potpuno obustavljena nakon što je priča iz novina Los Angeles Times otkrila Iran–Contra aferu.

### Operacija Teška senka
U knjizi Ubijajući Pabla (Killing Pablo), Mark Bovden sugeriše da je Delta Force snajper usmrtio kolumbijskog narkobosa Pabloa Escobara. Ne postoji čvrsti dokaz ovoga, a zasluga je često pripisana kolumbijskim sigurnosnim snagama, osobito Search Blocu, jedan od troje jedinica za specijalne operacije Nacionalne policije Kolumbije.

### Panama
Pre operacije Pravedan povod gde su američke snage zauzele svoja mesta, bile su ključne misije za specijalno operacijske snage. Operacija Kiseli gambit bio je plan za spašavanje CIA-inog agenta zvan Kurt Muse koji je u zatvoru Carcel Modelo u Panama Cityju.

### Operacija Pustinjski štit i Pustinjska oluja
je bio implementiran tokom Pustinjske oluje s brojnim odgovornostima. To je uključivalo potporu normalnim konvencionalnim vojnim trupama koje su pružale blisku zaštitu generalu Normanu Schwarzkopfu u Saudijskoj Arabiji. Delta Force, zajedno uz legendarni britanski SAS (Special Air Service) i koalicijske specijalne snage, su bili u potrazi za SCUD raketama na severu Iraka 1991. kao odgovor na Saddamove napade na Izrael. Korištenjem modificiranih Humvia, Delta je istražila velike puteve pustinje tražeći nedostižne mobilne kamione s ispaljivačima SCUD raketa, kao i onemogućavanjem komunikacijske infrastrukture koja im je dopustila da deluju.

### Operacija Gotička zmija
3. oktobra 1993, Delta Force timovi su poslani zajedno s Rendžerima u Mogadišu u Somaliji.
Zadatak je bio uhvatiti nekoliko vrhovnih poručnika Mohameda Farraha Aidida, kao i još par meta visokog prioriteta. Misija je postala ugrožena nakon što su dva MH-60L Blek Havk helikoptera srušena RPG-ovima. To je rezultiralo u daljnju bitku, a pet Delta operatora su poginula (šesti je umro u napadu minobacača danima kasnije), takođe je stradalo šest Rendžera, pet vojnih avijatičara, ta dva pripadnika 10. planinske divizije. Procjene somalijskih smrti variraju od 133, kako je rekao Aididov zapovednik trupa, do 1500–2000 po izjavi američkog ambasadora u Somaliji. 1999, pisac Mark Bowden objavio je knjigu Pad Crnog jastreba: Priča o modernom ratu (Black Hawk Down: A Story of Modern War), prema kojoj je kasnije snimljen i film Ridlija Skota 2001.

### Operacija Podržana demokratija
je učestvovala u invaziji Haitija 1994, kao deo skupine Task Force 120 (75. rendžerska pukovnija, DEVGRU), zajedno s 3. grupom Specijalnih snaga.

### Talačka kriza u japanskoj ambasadi
U januaru 1997, Delta Force i 6 članova britanskog SAS-a su uvježbavali peruanske snage.

### Konferencija STO-a
Od 30. novembra do 2. decembra 1999, članovi Delta Forcea pripremali su osiguranje protiv kemijskog napada na ministarskoj konferenciji Svetske trgovinske organizacije u Seattleu.

### Operacija Večna sloboda
bila je jedna od postrojbi uključena u početnu invaziju na Avganistan 2001. Delta Force je formirala srž posebne napadačke jedinice koja je lovila visoko-vrijedne mete poput Osama bin Ladena i ostale važne vođe al-Kaide i Talibana od oktobra 2001, početkom operacije Večna/Trajna sloboda. Jedna takva operacija bio je zračnodesantni napad s potporom 75. rendžerske pukovnije na sjedište Mullaha Mohammeda Omara kod zrakoplovne piste u provinciji Kandahar. Iako Delta nije uspjela uhvatiti Omara, Rendžeri su zauzeli bitno strateško mjesto. Ostale velike borbe u kojima je Delta učestvovala bile su Bitka kod Tore Bore te operacija Anakonda početkom marta 2002. Napadačka snaga bila pod mnogim različitim oznakama: Task Force 11, Task Force 20, 121, 145 i Task Force 6-26. Delta je povećala djelovanje u istočnom Avganistanu 2009. Kao Task Force 88, "Mornarička specijalna ratna razvojna grupa/SEAL tim 6 (DEVGRU); 1. operativni odred specijalnih snaga–Delta/CAG/ACE; 75. rendžerska pukovnija; 160. specijalno operacijska avijacijska pukovnija i 24. specijalni taktički eskadron; plus elementi još više tajnijih i jedinica i obavještajnih organizacija" su neutralizirali više od 2000 protivnika u Avganistanu protiv mreže Hakani.

### Operacija Iračka sloboda
Jedna od nekoliko misija koje su Delta Force operatori imali važnu ulogu bila je invazija na Irak 2003. Navodno su potajno ušli u Bagdad. Njihovi zadaci bili su vođenje zračnih napada, građenje mreža doušnika, prisluškivanje i sabotaža iračkih komunikacijskih linija. Delovali su u operaciji Fantomski gnev u aprilu 2004. gde su, većinom kao snajperi, bili dodeljeni snagama Marinskog korpusa SAD-a.
Nakon invazije, zajedno s britanskim SAS-om, Delta Force je bio stacioniran u MSS (Mission Support Station; postaja za potporu misije) Fernandez u Bagdadu i eventualno je postao dio Radne skupine Centar/Grin; postaja je imenovana po majstorskom naredniku Georgiju Fernandezu, Delta operatoru koji je poginuo 2. aprila 2003. boreći se protiv Ansar al-Islama u sjevernom Iraku.
16. juna 2003, eskadron G od SAS-a i eskadron B od Delte, uhvatili su poručnika-generala zvan Abid Hamid Mahmud al-Tikriti koji je bio lični sekretar Sadama Hasena te je bio označen kao četvrta najvažnija meta visoke vrednosti (HVT; high-value target) u Tikritu. Uhvaćen je u združenom helikopterskom i kopnenom napadu bez ikakvog otpora ili žrtava.
Dva dana kasnije, 18. juna, kao dio Radne skupine 20 (Task Force 20), Delta Force operatori i vojni rendžeri odletjeli su iz Mosula kako bi zaustavili konvoj Iračana koji su se uputili prema sirijskoj granici; JSOC je sumnjao da je Saddam Hussein bio član konvoja. Helikopterima je ponestalo vremena prije nego što je konvoj pobjegao preko granice, međutim, ministar obrane Donald Rumsfeld dopustio je da se potjera nastavi kroz Siriju. U konačnici, Husein nije bio u konvoju, ali nekoliko njegovih rođaka je.
31. oktobar 2003, Delta Force je asistirao esk. A od SAS-a u operaciji Abalone; američke obaveštajne službe ušli su u trag sudanskom džihadistu za kojeg se verovalo da olakšava dolazak islamskih terorista u Irak – pomoću 3 kompleksa/nastamba u predgrađu Ramadija. Delta operatori uspešno su napali jednu od označenih zgrada i preuzeli su promatračke pozicije, dok je SAS napadao nastambe. Nakon osiguravanja prve od njihovih ciljanih zgrada, SAS-ov napad usporio se tokom napadanja poslednje zgrade i pretrpeli su gubitke, vod Bredli IFV-ova "namlatio" je kuću sa paljbom i Delta Force je napao zgradu, pomažući dovesti operaciju na uspešni zaključak. Za operaciju se verovalo da je usmrtila sudanskog džihadista, zajedno s desecima ostalih pobunjenika, takođe je uhvaćeno i 4 stranih pobunjenika, time pronalazeći neke od prvih stvarnih dokaza o međunarodnom džihadističkom pokretu u Iraku.
Do rane 2004, centar združenih operacija postavljen je u Vazdušnoj bazi Balad gde bi JSOC-ov rat u Iraku bio pod vodstvom zapovednika Delta Forcea; postao je operativan do jula.
2005, Delta Force zajedno s DEVGRU-om i ostalim regularnim snagama iz Vojske i Marinaca proveli su operaciju Zmijske oči; operacija sa svrhom da uništi lokalne mreže militanata, posebice protiv AQa (al-Qaeda u Iraku), eliminišući grupe, grupe od vrha do dna, s naročitim fokusom na "posrednike". Operacija je provedena delim Iraka. U maju iste godine, Delta operatori ubačeni su u zonu Radne skupine Blu u dolini Eufrata i uskoro su sa nizom blisko-dometnih borbi došli u kontakt sa sunitskim vojnicima u velikom broju. 31. maja, SFC Steven Langmack poginuo je tokom misije pored sirijske granice, bio je jedan od prvih Deltinih žrtava od 2003. 17. juna, Delta operatori pretresli su kuću u al-Qaimu, blizu gdje je Langmak ubijen, uz potporu obližnjih bataljon američkih Marinaca, napadajući brojne al-Kuadre borce od "kraja lanca". Džihadisti su imali bunker unutar zgrade – postavljajući zamku za jurišnike, kao rezultat, dva Deltina majstorskih narednika Majk McNulti i Robert Hurigan poginuli su. Zbog rastućeg broja ubijenih i ranjenih u eskadronu (Deltini eskadroni imaju samo 30 do 40 operatora), general Stanley A. McKristal zatražio je tada-upravitelja britanskih specijalnih snaga za asistenciju, međutim, odbio je radi tretiranja prema zatvorenicima i stanjima JSOC-ovog objekta za pritvor u Baladu i ostalim operativnim problemima kao što su pravila postupanja. Stoga je drugi Deltin eskadron doletio i Delta je nastavila sa svojim operacijama. 25. avgusta, 3 operatora i 1 vojni rendžer poginuli su u Gornjem Eufratu nakon što je njihovo vozilo uništio IEN; barem 3 operatora iz DEVGRU-a (jedan od njih; Matt Bissonnette) koji su u isto vreme bili ubačeni u Avganistanu dodijeljeni su Delti nakon što su zatražili dodatne napadače.
Tokom incidenta u zatvoru u Basri, pukovnik Džejms Grist, tadašnji zapovednik Delte, ponudio je britanskim zapovednicima službe jednog od Deltinih eskadrona, ali situaciju su s vremenom razrešile britanske snage.
Ture dužnosti Deltinih eskadrona trajali su 90 dana.
Rane 2006, Delta Force učestvovao je u operaciji Dahir; udruženoj akciji s regularnim i ostalim jedinicama za specijalne operacije, cilj je bio eliminisati vodstvo AQI-a. 14. maja 2006, eskadron B od Delte – uključujući i veznog časnika SAS-a, proveli su misiju pored Jusufije, protiv al-Kaidinih boraca u nekoliko zgrada. Dok su se operatori iskrcavali iz helikoptera pretrpeli su paljbu iz streljačkog vatrenog oružja i minobacača iz obližnje kuće, situacija je brzo prerasla u bitku kako je više al-Kaidinih boraca dolazilo u borbu. 3 al-Kaidinih boraca – 1 bombaš samoubica – pokušali su provesti napad pomoću kamiona, ali ubijeni su pod jakom paljbom. Strelci sa bočnih vrata helikoptera koji su ubacili operatore pucali su u pobunjenike dok su AH-6 Litl Birdovi radili niske prelete s pucnjavom, jedan AH-6 bio je srušen. Uprkos žestokosti bitke, operatori su uspeli doći do svojih meta i zarobili su četiri pobunjenika te pomogli trojici ozleđenih žena; tokom mira, helikopter za CASEVAC (casualty evacuation; evakuacija žrtava) sletio je da bi maknuo mesnike, ali je takođe došao pod paljbu, tako da su Amerikanci sazvali vazdušne napade na nekoliko meta oko zone sletanja. U trajanju misije, 3 ostalih helikoptera bilo je prisiljeno sletjeti zbog štete od paljbe s tla, ukupni broj stradalih bio je 2 ubijenih i 5 Amerikanca ranjenih, s time da je više od 25 terorista ubijeno i 4 uhvaćeno. Zapovednik eskadrona B bio je oslobođen svoje pozicije.
U aprilu 2006, u racijama koje su sproveli esk. B od SAS-a i esk. B od Delte na mete al-Qaede u područjima pod nazivom "Bagdadski pojasevi", prikupljene su informacije koje su dovele koalicijske snage da provedu operaciju Larchwood 4; misija je pomogla neutralisati Abu Musaba al-Zarqawija. Delta je bila i prisutna kod opsade Mosula u kojem su Uday i Qusay Hussein ubijeni, a takođe je i učestvovala u lovu i eventualnom hapšenju Saddama Husseina. To je bila radna skupina (task force) koju su činili Deltine trupe i rendžerski vod. Delta je na tlu severno od Baqube 7. juna 2006. nadzirala kompleks gde se Abu Musab al-Zarqawi skrivao. Nakon dugog lova na njega, Delta je sazvala zračni napad.
Delta Force je pretrpeo ukupno 20 posto stope poginulih. Do 2009, više od 50% operatora nagrađeno je Purpurnim srcem.

### 
4. aprila 2004. na ulicama Bagdada su skupinu stranih radnika oteli irački kriminalci. Jedan od italijanskih taoca, Fabrizio Quattrocchi, je pogubljen nedugo nakon otmice. Preostali zarobljenici bili su Salvatore Selfio, Umberto Cupertino, Maurizio Agliana i Jerzy Kos iz Poljske.
8. jun iste godine., eskadron A od Delte, zajedno sa 160. APSO-om ("Noćni vrebači") proveli su prepad da spase strane radnike u kompleksu pored Ramadija. Otmičari su se odmah predali kad su ih operatori uhvatili nespremne. Jedan taoc setio se kako mu je Delta operator odrezao plastične lisice i rekao mu "Sad si moj." Misija je bila potpuni uspešna.
Ciela akcija može se vidjeti na fantastičnoj snimci: link

### Spašavanje Roya Hallumsa
7. septembra 2005, Deltin tim spasao je američkog taoca. Roy Hallums radio je kao privatni vojni ugovaratelj, a Iračani su ga oteli 1. novembra 2004. zajedno uz šestero drugih: Filipino Roberto, Tarongoj, nepalac zvan Inus Devari i još 3 Iračana. Devari i 3 Iračana puštena su nedugo nakon otmice. Tarongoj je oslobođen u junu 2005, i rekao je da je Halums još živ i da se u njegovu zamenu traži 12 miliona dolara. U septembru iste godine je jedan Iračanin kojeg su pritvorile koalicijske snage pružao obavest na neprijateljsku lokaciju gdje je Halums držan: farmerska kuća nekih 24 km južno od Bagdada, glavnog grada. Halums je pronađen u betonskom podrumu sa samo slamčicom za disanje. Jedan Delta truper pitao je Hallumsa "Jesi li ti Roj?". "Da." – odgovorio je. "Džekpot" uzviknuo je spasilac. Roj je bio u zatočeništvu 311 dana.
Spašavanje se može vidjeti na videu: link

### Napad u Benghaziju 2012.
Tokom napada u Benghaziju 11. septembra 2012, dva Delta Force operatora u suradnji s pet CIA-inih agenta i dva bivša Nai SEALsa bili su u pomoć opkoljenoj ambasadi u Benghaziju, nakon što su platili pilotima 30.000 dolara da ih iz Tripolija odvedu u Benghazi. Posle žestoke borbe, spasilačka ekipa uključujući dva Deltina članova, asistirali su u evakuaciji preživjelog diplomatskog osoblja prema glavnoj ambasadi u Tripoli. Za njihovu hrabrost i odvažnost, jedan od operatora, majstorski narednik (MSG) David R. Halbruner, nagrađen je Križem istaknute službe, dok je jedan Marinac koji je bio pridružen Delti, nagrađen Mornaričkim križem.

### Hapšenje
Čovek odgovoran za bombardovanja u američkoj ambasadi u Keniji 1998. – Nazih Abdul-Hamed Nabih al-Ruqai'i, poznat pod pseudonimom Abu Anas al-Libi, je uhvaćen 5. oktobra 2013. (subota) kada su oko 10 Delta operatora uz pomoć FBI agenata i CIA-inih SAD (Special Activities Division) pripadnika u 6 sati ujutro s belim kombijima s obojenim zamračenim prozorima okružili al-Libijev automobil te ga odveli s ulice glavnog grada Libije, Tripolija. Tokom akcije su razbili prozore njegovog auta, te al-Libiju navukli crnu vreću preko glave pre nego što su ga strpali u vozila bez registarskih tablica. Cela ekipa je u sekundama nestala, a metu (al-Libi) je čekao sud s nizom optužbi zbog međunarodnih zločina koji su ostavili nagradu od 5 miliona dolara za njegovo hapšenje.
Prateći prepad, gradovi al-Bajda i Derna podigli su tužbe protiv otmice i zahtevali posledice. Izjava je glasila "Ovaj sramotni čin košta će libijsku vladu puno.". Gradovi poput Benghazija, Bajde i Darne su uporišta islamskih ekstremista koji se bave političkim atentatima ciljajući aktiviste, suce i članove sigurnosnih agencija. "Kunemo se Alahom da ćemo se boriti protiv onih koji su izdali ovu državu i uveli je u problem" – izjavila je grupa. Al-Libijev brat Nahir rekao je njegovoj ženi da je video otmicu kroz prozor i opisao je otmičare kao strane oružane "komandose". Istog su dana i Navi SEALsi iz DEVGRU-a pokušali obaviti operaciju na obali Somalije, ali nisu bili uspešni.
Ceo snimak operacije može se vidjeti na sljedećem linku: link

### Odlazak
Američki vojni ratni zarobljenik Bowe Bergdahl predan je Delta operativcima koji su čekali u Blek Havku na granici Pakistana i Avganistana 31. maja 2014. Amerikanci su za zamenu morali pustiti petero Talibana. Bergadhla su zarobili Talibani 30. juna 2009. u provinciji Paktika.
Video puštenja: link

### Hvatanje
Preko noći 14. i 15. juna 2014, Delta Force tim, zajedno uz mali procenat elitnih pripadnika Obavještajne potporne aktivnosti (Intelligence Support Activity, ISA) uhvatili su Abu Ahmeda Khatalu, koji je jedan od osuđenika napada u Benghaziju 2012. FBI je ponovno bio prisutan asistent jer je Barak Obama hteo da to više bude policijsko hapšenje nego vojna racija. Khatala je uhvaćen na veoma sličan način kao i al-Libi.

### Racija u severnoj Siriji
4. jula 2014, nekoliko Deltinih timova je ubačeno u severnu Siriju s ciljem da pronađu i izbave zatočenog novinara Džejms Foleja i ostale američke taoce. Sudeći prema svedocima, nakon što su uništili protuzračna oružja, operativci su napali bazu Islamske Države Iraka i Levanta/Sirije (ISIS). Baza je uništena, a svi džihadisti ubijeni s time da je jedan Amerikanac bio ranjen tokom ubacivanja. Nije bilo prisutnih taoca zbog čega nije bilo nikoga za spasavanje. Džejms Folej je kasnije pogubljen.

### Racija u istočnoj Siriji
Preko noći 15. i 16. maja 2015, Delta Force operatori ušli su u al-Amr u istočnoj regiji Sirije pomoću helikoptera Blek Havk i V-22 Osperej gde su na višespratnom kompleksu usmrtili ISIS-ovog glavnog seniorskog vođu Abu Sajafa, uhvatili njegovu ženu, pa oslobodili 18-godišnju ženu za koju je Pentagon tvrdio je držana kao rob. Jedan američki vojni službenik nazvao je Sajafa "emirom nafte i plina". Abu je služio ISIS-u kao sponzor. Službenik Ministarstva obrane SAD-a rekao je da su islamski borci koji su branili svoju zgradu i Abu Sajafa pokušali iskoristiti žene i decu kao štitove. Deltini strelci su eventualno ušli u zgradu gde su u sobi našli Abu Sajafa i njegovu ženu Umm zajedno. Racija je obavljena nakon puno dana posmatranja Abu Sajafa koristeći informacije sakupljene od male, ali rastuće mreže doušnika koje su CIA i Pentagon mukotrpno razvili u Siriji, kao i satelitske slike, izvidničke UAV-ove i elektronsko prisluškivanje. Članovi Delte odmah su upali u pod pucnjavu čim su sleteli pored zgrade u al-Amru koji je oko 30 km jugoistočno od Deir al-Zura, blizu naftnih instalacija koje je Abu održavao. Abu Sajaf je neuspešno "pokušao uzvratiti" Delta timu paljbom. Operativci su mu uzeli ženu koja ima ključne informacije o ISIS-u i izbavili taoca dok su se vraćali prema Blek Havku koji je završio s mnogo rupa od metaka tokom racije. Delta Force je takođe preuzeo mnogo obavještajnih sredstava, mobilne telefone, laptopove, dokumenta i ostale materijale. Niko od Deltinih članova nije poginuo ili ostao ranjen, a Islamska Država izgubila je 12 hadžija u borbi. Navodno je bilo i borbe "prsa u prsa".

### Racija u severnom Iraku
Oko 02:00 sata, 22. oktobra 2015,  i 30 Delta Force operativca izbavili su oko 70 iračkih taoca koje je ISIS držao zarobljenim u gradu pod imenom Havija u provinciji Kirkuk, Irak. Taoce, među kojima je bilo 20 članova iračkih sigurnosnih snaga, je čekalo neizbežno masovno pogubljenje. Viši službenik Ministarstva obrane SAD-a izjavio je da je jedan član američkih snaga poginuo u borbi, navodno je 10–20 ISIS-ovih boraca ubijeno, a 5 uhvaćeno, da su važne informacije o terorističkoj grupi obnovljene.
Američki kontingent od 3500 trupa savetuje i trenira iračke i kurdske snage u vojnim bazama i područjima za vežbu. Viši američki službenici dugo su tražili dopuštenje od Bele kuće da pošalju male timove na bojište sa iračkim snagama zbog nekih važnih operacija, kao što je bitka za Mosul. Sekretar Pentagona, Petar Kok, rekao je da je SAD žurio spasiti živote i pokušavao pomoći odanom savezniku – kurdskoj regionalnoj vladi. Odluku da se američkim helikopterima (kombinacija Blek Havka i Činoka) ubace Delta i Pešmerga doneo je ministar obrane Aston B. Carter. Arapski taoci oslobođeni su iz ISIS-ovog zatvora, "Ljudi su bili okovani na zidu", rekao je jedan dobro-postavljeni vojni izvor Foks Njuz. F-15 je proveo vazdušne napade pre i posle operacije, uništavajući zatvor u potpunosti i obližnji most pored Havije čime je ukinuta sposobnost ISIS-a da dostavi pojačanja. Kurdi su trebali da vode operaciju dok bi Amerikanci imali ulogu podrške. Ali Kurdi su bili pritisnuti paljbom od džihadista, tako da su Delta operatori počeli povlačiti kako bi pomogli svojim kurdskim saveznicima, zbog čega je jedan operator smrtno ranjen, izjavio je pukovnik Stiven H. Varen, govornik koalicije u Iraku pod američkim vođstvom. Kada su zatvorenici bili oslobođeni, Kurdi su se zaprepastili videvši da nije bilo ni jednog njihovog borca. Nije jasno je li obaveštajnost bila loša ili je Islamska Država premestila Kurde negde drugde. Umesto očekivanih 20 zatvorenika, bilo ih je 69, rekli su Kurdi. Neki od zatočenih bili su i sledbenici i vojnici za koje ISIS sumnjao da su izdajice. Oslobođeni su rekli iračkim i američkim službenicima da su trebali biti pogubljeni u zoru u četvrtak nakon jutarnje molitve. Rovovski grobovi već su bili iskopani. Zgradu koju su preuzeli militanti bila je u vlasništvu lokalnog sudija koji je napustio regiju.